# NGC 108
NGC 108 (również PGC 1619 lub UGC 246) – galaktyka soczewkowata ((R)SB(r)0), znajdująca się w gwiazdozbiorze Andromedy. Odkrył ją William Herschel 11 września 1784 roku.